# 浜村淳の日曜夢語り
浜村淳の日曜夢語り（はまむらじゅんのにちようゆめがたり）は、毎日放送ラジオ（MBSラジオ）で2001年4月から2006年3月19日まで毎週日曜日の9:30 - 10:00に放送されていたラジオ番組である。

## 概要
浜村淳は、日曜を除く毎日8:00-10:00（土曜日に限り11:30まで）にありがとう浜村淳ですを担当しており、実質的には毎日放送ラジオ（MBSラジオ）の朝の顔として定着している。同番組は映画評論家としても有名な浜村が、これまでに見てきた映画の名場面を紹介する「あの日・あの時の名作映画をありがとう」のコーナーを中心に、1960年-1970年代のオールディーズナンバーをかけていくものであった。

## スポンサー倒産、突然の番組終了
当番組は和服メーカー・愛ZECRA（愛染蔵）の単独提供番組であるが、同社は2006年3月16日に自己破産したため同年3月19日放送においてはスポンサーなし（当時はACジャパン(旧：公共広告機構)のコマーシャル差し替え）での放送となり、このころはちょうど番組改編期でもあったことから同日をもって事実上の最終回となり、番組は打ち切られた（ちなみに、その翌週の3月26日は、第78回選抜高等学校野球大会実況中継のため中止となり、その次の4月2日は、日曜出勤生ラジオがこの番組の枠である9:30から放送された）。

## 番組打ち切り後
4月9日からは同じ時間帯で後番組「浜村淳の茶屋町チャ・チャ・チャ」とタイトルを改めて、阿部宏美をパートナーに迎えてリニューアルしたが、半年後の10月8日からは、なんばパークス内にある毎日放送ラジオのサテライトスタジオ「ParaParaスタジオ」からの公開録音による番組「浜村淳のなんばでルンバ!」として再度リニューアルされた。パートナーは阿部から奥井ともこに変更された（奥井は2006年9月まで『ありがとう浜村淳です』の木・金曜のパートナーを担当。後任は阿部が担当する）。
| 毎日放送ラジオ（MBSラジオ） 日曜日 9:30-10:00 | 毎日放送ラジオ（MBSラジオ） 日曜日 9:30-10:00 | 毎日放送ラジオ（MBSラジオ） 日曜日 9:30-10:00 |
| 前番組                                        | 番組名                                        | 次番組                                        |
| --------------------------------------------- | --------------------------------------------- | --------------------------------------------- |
| 小椋佳 夢中!真っ最中!                         | 浜村淳の日曜夢語り                            | 浜村淳の茶屋町チャ・チャ・チャ                |